# William Mitchell
William Lendrum Mitchell o Billy Mitchell (Niza, Francia; 29 de diciembre de 1879-Nueva York (Estados Unidos), 19 de febrero de 1936) fue un aviador estadounidense de origen francés.
Se alistó en el ejército y prestó servicio en la guerra hispano-estadounidense. Se convirtió en el máximo comandante aéreo de los Estados Unidos durante la Primera Guerra Mundial, inició los bombardeos en masa y lideró un ataque que incluyó 1500 aeronaves. Extrovertido partidario de una Fuerza Aérea autónoma, vislumbró el reemplazo del acorazado por el avión de bombardeo.
Cuando un aeróstato de la armada se perdió en una tormenta (1925), acusó a los departamentos de guerra y marina estadounidenses de incompetencia; inculpado de insubordinación, fue juzgado en consejo de guerra y suspendido de su deber. Renunció en 1926 pero continuó defendiendo a la fuerza aérea y advirtiendo de avances por parte de aviones extranjeros. En 1948 fue póstumamente homenajeado por la nueva Fuerza Aérea de los Estados Unidos con una condecoración especial.